# Jack Brabham
John Arthur "Jack" Brabham, född 2 april 1926 i Hurtsville nära Sydney, död 19 maj 2014 i Gold Coast, Queensland, var en australisk racerförare. Jack Brabham är far till racerförarna David och Gary Brabham.

## Biografi
Jack Brabham var mekaniker i Australiens flygvapen 1944-1946 och började konstruera sportvagnar 1947. Jack Brabham debuterade i formel 1 för Cooper i Storbritannien 1955 och grundade ett eget stall, Brabham, 1961. Han blev världsmästare i formel 1 tre gånger, sista gången i en bil från det egna stallet. 
Jack Brabham adlades 1979 och blev för sina insatser inom motorsporten invald i International Motorsports Hall of Fame 1990.

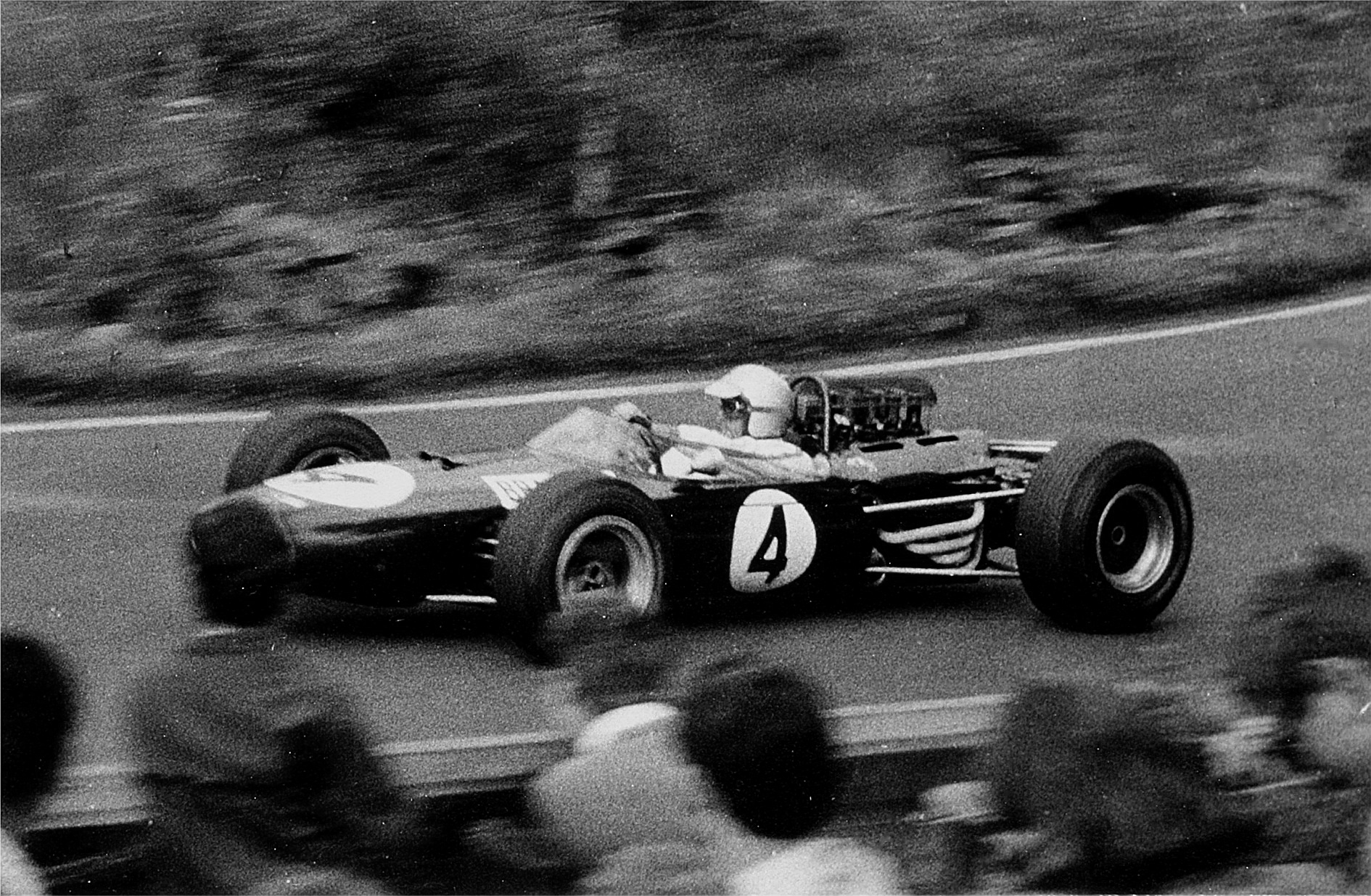
Jack Brabham på Nürburgring i.

## F1-karriär
| Säsong                 | Stall/Tillverkare                          | Placering              | Lopp | Poäng | Etta | Tvåa | Trea | Pole | Varv |
| ---------------------- | ------------------------------------------ | ---------------------- | ---- | ----- | ---- | ---- | ---- | ---- | ---- |
| 1955                   | Cooper-Bristol                             | -                      | 1    |       |      |      |      |      |      |
| 1956                   | Jack Brabham (Maserati)                    | -                      | 1    |       |      |      |      |      |      |
| 1957                   | R R C Walker (Cooper-Climax) Cooper-Climax | -                      | 6    |       |      |      |      |      |      |
| 1958                   | Cooper-Climax                              | 18                     | 9    | 3     |      |      |      |      |      |
| 1959                   | Cooper-Climax                              | 1                      | 8    | 31    | 2    | 1    | 2    | 1    | 1    |
| 1960                   | Cooper-Climax                              | 1                      | 8    | 43    | 5    |      |      | 3    | 3    |
| 1961                   | Cooper-Climax                              | 11                     | 8    | 4     |      |      |      | 1    | 1    |
| 1962                   | Brabham (Lotus-Climax)                     | 9                      | 8    | 9     |      |      |      |      |      |
| 1963                   | Brabham (Lotus-Climax) Brabham-Climax      | 7                      | 10   | 14    |      | 1    |      |      |      |
| 1964                   | Brabham-Climax                             | 8                      | 10   | 11    |      |      | 2    |      | 1    |
| 1965                   | Brabham-Climax                             | 10                     | 7    | 9     |      |      | 1    |      |      |
| 1966                   | Brabham-Repco                              | 1                      | 9    | 42    | 4    | 1    |      | 3    | 1    |
| 1967                   | Brabham-Repco                              | 2                      | 11   | 46    | 2    | 4    |      | 2    |      |
| 1968                   | Brabham-Repco                              | 23                     | 12   | 2     |      |      |      |      |      |
| 1969                   | Brabham-Ford                               | 10                     | 8    | 14    |      | 1    | 1    | 2    | 1    |
| 1970                   | Brabham-Ford                               | 5                      | 13   | 25    | 1    | 2    | 1    | 1    | 4    |
| Sammanlagt 16 säsonger | Sammanlagt 16 säsonger                     | Sammanlagt 16 säsonger | 129  | 253   | 14   | 10   | 7    | 13   | 12   |

| 1. Monaco 1959 2. Storbritannien 1959 3. Nederländerna 1960 4. Belgien 1960 5. Frankrike 1960 6. Storbritannien 1960 7. Portugal 1960 8. Frankrike 1966 9. Storbritannien 1966 10. Nederländerna 1966 11. Tyskland 1966 12. Frankrike 1967 13. Kanada 1967 14. Sydafrika 1970 |

| 1. Nederländerna 1959 2. Mexiko 1963 3. Mexiko 1966 4. Nederländerna 1967 5. Tyskland 1967 6. Italien 1967 7. Mexiko 1967 8. Kanada 1969 9. Monaco 1970 10. Storbritannien 1970 |

| 1. Frankrike 1959 2. Italien 1959 3. Belgien 1964 4. Frankrike 1964 5. USA 1965 6. Mexiko 1969 7. Frankrike 1970 |

| 1. Storbritannien 1959 2. Belgien 1960 3. Frankrike 1960 4. Storbritannien 1960 5. USA 1961 6. Storbritannien 1966 7. Nederländerna 1966 8. USA 1966 9. Sydafrika 1967 10. Monaco 1967 11. Sydafrika 1969 12. Mexiko 1969 13. Spanien 1970 |

| 1. Monaco 1959 2. Belgien 1960 3. Frankrike 1960 4. USA 1960 5. USA 1961 6. Frankrike 1964 7. Storbritannien 1966 8. Kanada 1969 9. Sydafrika 1970 10. Spanien 1970 11. Frankrike 1970 12. Storbritannien 1970 |